# Novantinoe germaini
Novantinoe germaini är en skalbaggsart som först beskrevs av Jean François Villiers 1959.  Novantinoe germaini ingår i släktet Novantinoe och familjen långhorningar. Inga underarter finns listade i Catalogue of Life.